# GameStats
GameStats — вебсайт, присвячений відеоіграм та індустрії відеоігор, агрегатор ігрових рейтингів, оцінок та матеріалів. Створений медіаконгломератом IGN Entertainment 2002 року. Його головним суперником є агрегатор Game Rankings компанії CNET.
GameStats містить профілі переважної більшості відеоігор різних жанрів та різних платформ десятирічної давності. На березень 2010 року він містить 62 741 гру. Кожна гра оцінюється декількома рейтинговими шкалами. «Game Popularity Meter» (GPM) містить кількість відвідувань сторінки цієї гри порівняно з іншими іграми. GPM вимірюється у відсотках і на його підставі формується рейтинг відвідуваності ігор. «GameStats Score» (GSS) є оцінкою за десятибальною шкалою, яка може приймати цілі і дробові значення в межах від 0 до 10 включно. GSS формується на підставі двох рейтингів: перший — середній рейтинг гри, виставлений ігровою пресою і другий — середній рейтинг гри, виставлений гравцями. Крім рейтингів, профіль гри на GameStats містить посилання на рецензії, передогляди (превью), інші аналітичні статті, керівництва та новини по даній грі у найпопулярніших та авторитетних ігрових виданнях. Також містяться посилання на профілі гри на інших сайтах. Особливо інтенсивно «покриваються» сайти, що належать IGN Entertainment, такі як IGN, GameSpy, TeamXbox та інші.